# Erling Evensen
Erling Evensen   (Ringsaker, 29 d'abril de 1914 - Ringsaker, 31 de juliol de 1998) va ser un esquiador de fons noruec que va competir durant la dècada de 1940.
El 1948 va prendre part en els Jocs Olímpics de Sankt Moritz, on va disputar dues proves del programa d'esquí de fons. Guanyà la medalla de bronze en la prova dels relleus 4x10 quilòmetres formant equip amb Olav Hagen, Reidar Nyborg i Olav Økern. En la prova dels 18 quilòmetres fou quinzè. En el seu palmarès també destaquen tres títols nacionals.